# Tachina fissa
Tachina fissa är en tvåvingeart som beskrevs av Walker 1853. Tachina fissa ingår i släktet Tachina och familjen parasitflugor. Inga underarter finns listade i Catalogue of Life.